# Kill Kill
«Kill Kill» (англ. «Убить Убить») — первый мини-альбом американской певицы Ланы Дель Рей, выпущенный под её псевдонимом Лиззи Грант. Альбом был издан 21 октября 2008 года лейблом «5 Points». Все песни впоследствии вошли в первый студийный альбом Ланы Дель Рей — «Lana Del Ray» (2010). Позже песня «Yayo» была перезаписана для другого мини-альбома «Born to Die: The Paradise Edition». Главная песня альбома «Kill Kill» имеет видеоклип.

## Создание и релиз
До того, как начать запись альбома, мы провели три недели, обмениваясь сообщениями по электронной почте. Мне по-настоящему нравилось мое звучание, и я хотела убедиться в том, что оно будет сохранено. Я сказала Дэйви, что хочу черно-белого звучания, чтобы альбом звучал знаменито, как Кони Айленд и грустная вечеринка. И он ответил "Я могу это сделать! Прекрасно себе это представляю"Лиззи Грант о работе над альбомом
Первоначально заглавный трек альбома «Kill Kill» назывался «The Ocean», но продюсер альбома Дэвид Кан посчитал это название скучным, после чего, Элизабет в расстроенных чувствах перечеркнула его на листе с текстом песни, написав «Kill Kill».
По собственному признанию, Грант не планировала выпуск мини-альбома:
Лиззи Грант  «Да, во время работы над альбомом с Дэвидом Канном мы записали 13 песен, и я не собиралась выпускать EP, но потом с нами связались люди из iTunes Store (Apple), оказали нам теплую поддержку и сказали: „Выпустите что-нибудь [в iTunes], и мы выведем вас из тени“. Мы согласились и решили выложить мини-альбом, который был выпущен 21 октября.»
Элизабет Грант охарактеризовала звучание мини-альбома как «гавайский глэм метал» («Hawaiian glam metal»). Она утверждала, что альбом вдохновлен творчеством Элвиса Пресли и таких групп, как Van Halen, Poison, а также артистами кино в жанре глэм — одним из таких референсов стал фильм «Бархатная золотая жила».
Не вошедшие в мини-альбом треки были выпущены в альбоме «Lana Del Ray».

## Реакция и критика
В статье журнала Index альбом получил положительную оценку и был охарактеризован как «сочный и кинематографичный, перекликающийся с эрой Америки 50-х как музыкально, так и лирически». Ретро-звучание, как отмечено в статье, было подкреплено самим голосом Грант, который «переливается с дымчатого шершавого звука до хрипловатого воркования в стиле Мэрилин Монро».
Фелиция С. Салливан из журнала «The Huffington Post» назвала голос Лиззи Грант проникновенным и душевным. Комментируя жанровую принадлежность материала, Салливан сказала, что его звучание «решительно антижанрово» и представляет собой смесь джаза, попа, рока, электроники и блюза. Лирика песен с «Kill Kill», по словам журналистки, «темна и элегантна». Неоднократно было подчеркнуто, что любовь к Америке чувствуется во всем творчестве Грант, особенно в клипах.
Ширли Гальперин из The Hollywood Reporter также отметила многожанровость песен Грант, определив их как джаз-электронный лаунж.
Многими публицистами были проведены сравнения между мини-альбомом Kill Kill (а также альбомом Lana Del Ray) и Born to Die. Часто отмечалось, что творчество Грант довольно сильно отличается от позднего материала, звучит более живо и менее меланхолично.

## Список композиций
| №                   | Название                                       | Длительность |
| ------------------- | ---------------------------------------------- | ------------ |
| 1.                  | «Kill Kill»                                    | 3:59         |
| 2.                  | «Yayo»                                         | 5:45         |
| 3.                  | «Gramma (Blue Ribbon Sparkler Trailer Heaven)» | 3:50         |
| Общая длительность: | Общая длительность:                            | 13:34        |